# Stenoma conturbatella
Stenoma conturbatella es una especie de polilla del género Stenoma, orden Lepidoptera.
Fue descrita científicamente por Walker en 1864.

## Distribución
Se distribuye por Brasil y Guayana Francesa.